# Sinocyclocheilus luopingensis
Sinocyclocheilus luopingensis är en fiskart som beskrevs av Li och Tao 2002. Sinocyclocheilus luopingensis ingår i släktet Sinocyclocheilus och familjen karpfiskar. Inga underarter finns listade i Catalogue of Life.